# Lakansaari
Lakansaari är en ö i Finland. Den ligger i sjön Pajulanjärvi och i kommunen Kangasala i den ekonomiska regionen Tammerfors och landskapet Birkaland, i den södra delen av landet, 150 km norr om huvudstaden Helsingfors. Öns area är 21,4 hektar och dess största längd är 1 kilometer i sydöst-nordvästlig riktning.